# Figari (AOC)
Pour la commune, voir Figari.
Le figari ou vin de Corse Figari est un vin produit autour de Figari, en Corse-du-Sud.
Il s'agit d'une des dénominations géographiques au sein de l'appellation vin de corse.

## Histoire

### Antiquité
La culture de la vigne y est attestée depuis au moins le Ve siècle av. J.-C.

## Situation géographique
Ici poussent les vignes les plus au sud de la Corse. 

### Orographie
Le vignoble recouvre la plaine mi-alluvionnaire, mi-granitique décomposée de Figari.

### Climatologie
Le vent s'engouffre par le golfe de Figari et souffle sur ce terroir sec et chaud, très propice aux cépages rouges.

## Vignoble

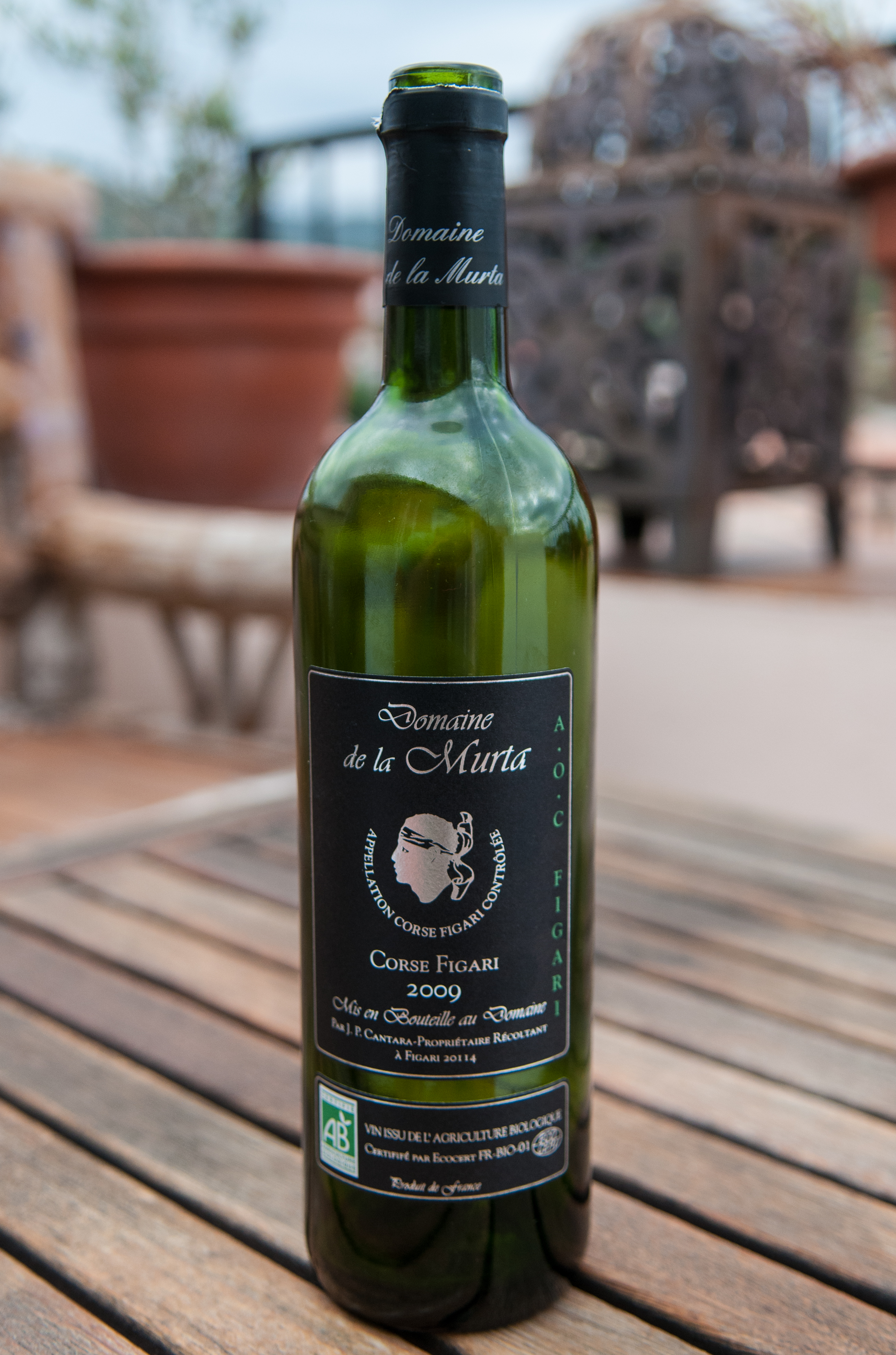
AOC Figari, millésime 2009

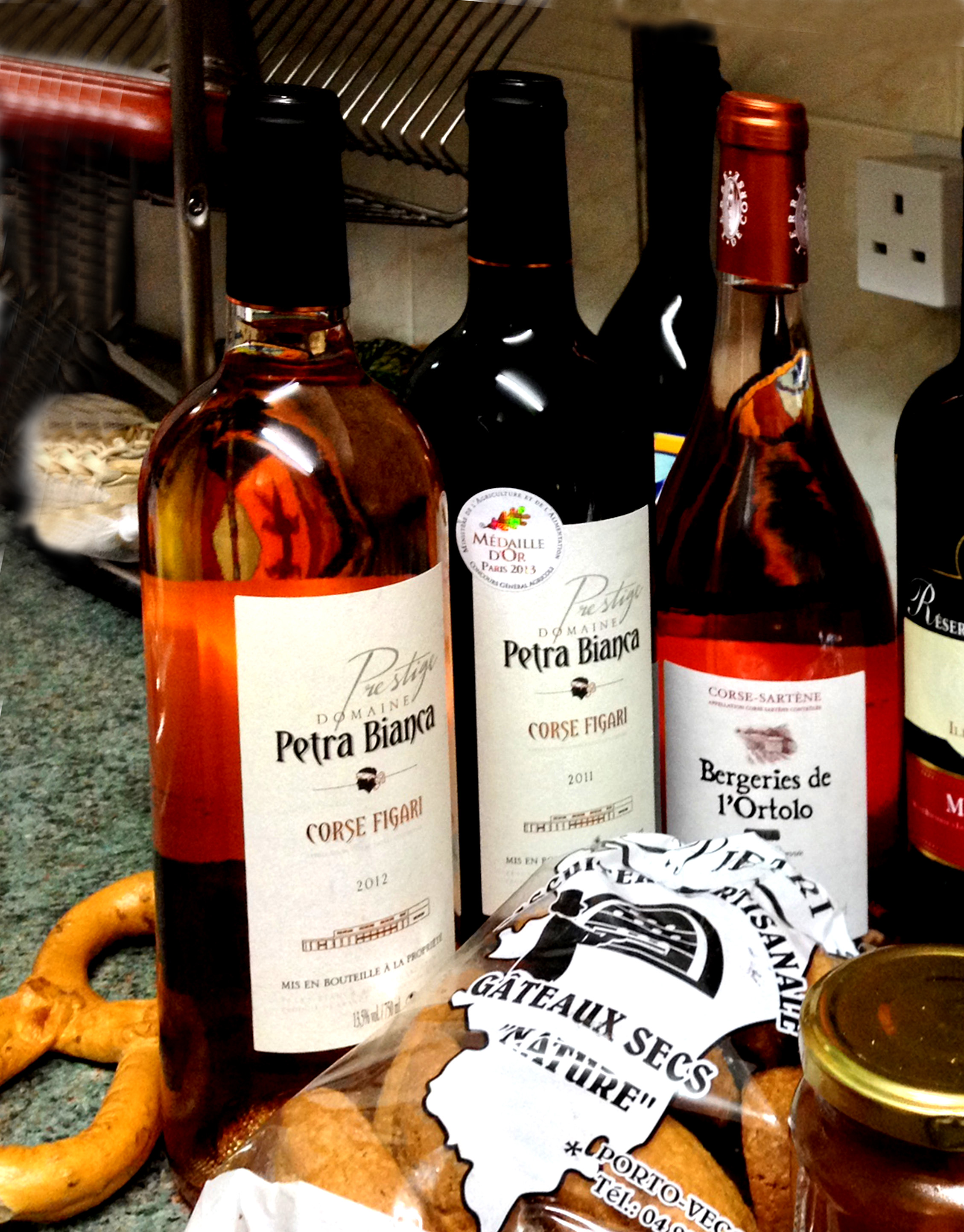
AOC Figari, rosé et rouge

### Présentation
Le vignoble s'étend sur les communes de : Figari, Monacia-d'Aullène et Pianottoli-Caldarello.

### Encépagement
Les vins blancs sont issus principalement du vermentino B (malvoisie de Corse), complété accessoirement par le biancu gentile B, la codivarta B, le genovese B et l'ugni blanc B (rossola).
Les vins rouges et rosés son issus principalement du grenache N, du nielluccio N et du sciaccarello N, complétés accessoirement par de l'aléatico N, de la barbarossa N, du carcajolo nero N, du carignan N, du cinsault N, du mourvèdre N, de la syrah N et du vermentino B (malvoisie de Corse).